# Un coup de baguette magique
Pour plus de détails, voir Fiche technique et Distribution.
Un coup de baguette magique est un téléfilm français réalisé par Roger Vadim, diffusé pour la première fois en 1997.

## Synopsis
Une famille en faillite devenue sans abris.

## Fiche technique
- Titre : Un coup de baguette magique
- Réalisation : Roger Vadim
- Scénario : Roger Vadim
- Montage : Hélène Plemiannikov
- Musique : Jean-Marie Sénia
- Pays d'origine : France
- Date de première diffusion : 1997

## Distribution
- Marie-Christine Barrault : Jeanne
- Ludmila Mikaël : Pénélope
- Roger Van Hool : Achille
- Michael York : Ilya
- Agathe de La Fontaine : Victoria
- Sagamore Stévenin : Arthur
- Pascale Petit : Delphine
- Michel Le Royer : Casanova
- Manuel Bonnet : André
- Catherine Arditi : Alexandra
- Lola Naymark : Kicup
- Christian Vadim : Père Sigur